# Seznam hrvaških plesalcev
Seznam hrvaških plesalcev.

## B
- Neda Banić
- Milana Broš
- Vesna Butorac (por. Blaće)

## C
- Marko Ciboci

## Č
- Mia Čorak

## F
- Matija Ferlin
- Ivana Freisinger
- Margareta Froman

## G
- Polina Golubova

## H
- Oskar Harmoš (1911—1992)
- Franjo Horvat

## I
- Ines Ivanišević
- Jitka Ivelja (r. Drtilová)

## J
- Neda Janjčić Pavela
- Frane Jelinčić

## K
- Sonja Kastl
- Mila Katić (r. Koprivec) (1888–1963)
- Vlasta Kaurić
- Kazimir Kokić
- Nada Kokotović
- Josip (Joža) Komljenović
- Ivan Kramar (1942)
- Josip Krameršek

## L
- Nenad Lhotka

## M
- Ana Maletić

## P
- Bojana Perić
- Slavko Pervan
- Lada Petrovski
- Lidija Pilipenko
- Vera Pomykalo/Vera Vaić
- Žarko Prebil (1934-2016)
- Sonja Pregrad

## R
- Ana Roje (1909-1991)

## S
- Mira Sanjina (r. Mira Baum) (1924-2010)
- Ivica Sertić (1927-2020)

## Š
- Milko Šparemblek (1928-2025) (slovenskega rodu)
- Spomenka Šparemblek

## T
- Zvonimir Tajzl

## Ž
- Ivanka Žunac
- Krista Župančič-Nikolić (1884-1942)